# Anthony Lopes
Anthony Lopes ComM (Givors, 1 de outubro de 1990) é um futebolista franco-português que atua como guarda-redes. Defende atualmente o Nantes.

## Clubes
Depois de passar pelas categorias de base do Lyon entre 2007 e 2008, o guarda-redes português foi alçado ao time de reservas neste último ano. Chegou a ser relacionado para algumas partidas da equipa titular, sem, no entanto, entrar em campo.
Permaneceria mais dois anos no time B até ser finalmente promovido aos titulares na temporada 2011-12, como terceiro guarda-redes dos Gones (atrás do titular absoluto Hugo Lloris, e da segunda opção Rémy Vercoutre).
Lopes faria sua estreia como titular do Lyon em dezembro de 2012, pela Liga Europa da UEFA de 2012-13, na partida entre a equipa francesa e o Kiryat Shmona de Israel, confronto esse vencido pelos Gones por 2 a 0.
Com a saída de Lloris e a promoção de Vercoutre à titular, Lopes passou a ser o segundo guarda-redes do Lyon. A partir de 2013 virou titular da equipe/equipa.

## Seleção Nacional
Estreou pela Seleção Portuguesa principal em 31 de março de 2015 em partida amistosa contra Cabo Verde. Foi convocado para a UEFA Euro 2016.
A 10 de julho de 2016, foi feito Comendador da Ordem do Mérito.

## Títulos
Lyon
- Copa da França: 2012
- Supercopa da França: 2012

Seleção Portuguesa
- Eurocopa: 2016

### Prêmios individuais
- Equipe ideal da Liga dos Campeões da UEFA: 2019–20[5]